# Микерин, Евгений Ильич
Евгений Ильич Микерин (3 января 1928, Ярославль — 15 июля 2021, Москва) — советский и российский учёный и промышленный деятель. Лауреат Ленинской премии и Государственной премии СССР.

## Биография
Родился 3 января 1928 года в Ярославле.
Выпускник Московского института тонкой химической технологии им. М. В. Ломоносова (1951 год, специальность инженер-технолог-радиохимик), кандидат химических наук.
В 1951—1965 в ПО «Маяк» (Челябинск-40) в должностях от мастера и начальника смены до главного инженера. В 1965—1979 на Горно-химическом комбинате (Красноярск-26): главный инженер (1965—1970) и директор (1970—1979). В качестве главного инженера комбината «Маяк» организовывал работы по ликвидации аварии непосредственно на ПО «Маяк» в 1957 году; вторую крупнейшую аварию ликвидировал в 1986 году на Чернобыльской АЭС.
С 1979 г. зам. начальника, начальник ГУ, член коллегии Минсредмаша СССР, до 1996 года — руководитель 4-го Главного управления Минатома РФ. Всего в атомной отрасли Евгений Микерин отработал 62 года, в 1996 году вышел на пенсию экспертом-консультантом. Входил в состав Коллегии старейшин при Президиуме НТС Госкорпорации «Росатом».
Умер 15 июля 2021 года от последствий коронавирусной инфекции.

## Награды
- Кавалер двух орденов Ленина и двух орденов Трудового Красного Знамени.
- Лауреат Ленинской и Государственной (1981)[4] премий, нагрудного знака «Академик И. В. Курчатов» 1 степени[5].
- Награждён медалями.